# Skulden är gäldad
Skulden är gäldad är en psalmtext översatt från engelska av Erik Nyström och ingick i Ira D. Sankeys sånghäften Sankeys Sacred Songs, som untgavs under 1860-70-talen.

## Publicerad i
- Sånger till Lammets lof  första häftet nr 11
- Sionstoner 1935 nr 304 under rubriken "Nådens ordning: Väckelse och omvändelse".
- Guds lov 1935 nr 145 under rubriken "Väckelse och inbjudan".
- Sions Sånger 1951 nr 179
- Sions Sånger 1981 nr 116 under rubriken "Guds nåd i Kristus".
- EFS-tillägget 1986 nr 765 under rubriken "Skuld – förlåtelse".
- Lova Herren 1987 nr 313 under rubriken "Kallelsen till Guds rike".
- Lova Herren 2020 nr 281 under rubriken "Kallelse" med bearbetad text från 2015 och titeln "Skulden betalad!"